# Karsten Kirsch
Karsten Kirsch, är en tysk astronom.
Minor Planet Center listar honom som K. Kirsch och som upptäckare av 3 asteroider, mellan 1973 och 1981, alla upptäckterna gjordes tillsammans med landsmannen Freimut Börngen.
Enligt JPL Small-Body Database har han även varit delaktig i upptäckten av ytterligare fem asteroider.

## Asteroider upptäckta av Karsten Kirsch
| 2424 Tautenburg [A]                                     | 27 oktober 1973  |
| 2861 Lambrecht [A]                                      | 3 november 1981  |
| 3245 Jensch [A]                                         | 27 oktober 1973  |
| 3338 Richter [A]                                        | 28 oktober 1973  |
| 3499 Hoppe [A]                                          | 3 november 1981  |
| 4727 Ravel [A]                                          | 24 oktober 1979  |
| 5224 Abbe [A]B                                          | 21 februari 1982 |
| 9833 Rilke [B]                                          | 21 februari 1982 |
| Upptäckt tillsammans med: A Freimut Börngen B R. Ziener |                  |